# Максимівська сільська рада (Вільнянський район)
Максимівська сільська рада — колишній орган місцевого самоврядування у Вільнянському районі Запорізької області з адміністративним центром у с. Максимівка.

## Загальні відомості
Утворена в 1957 році, існувала до 2020.
Територія Максимівської сільської ради розташовувалася до 2020 на північному сході Вільнянського району Запорізької області.

## Населені пункти
Сільській раді підпорядковувалися населені пункти:
- с. Максимівка
- с. Козаче
- с. Крутий Яр
- с. Новофедорівка
- с. Трудолюбівка
- с. Широке

## Склад ради
Рада складається з 16 депутатів та голови.

### Керівний склад ради
| ПІБ                        | Основні відомості                                                                     | Дата обрання | Дата звільнення |
| -------------------------- | ------------------------------------------------------------------------------------- | ------------ | --------------- |
| Байдукова Олена Миколаївна | Сільський голова, 1975 року народження, освіта                                        | 26.03.2006   | 31.10.2010      |
| Байдукова Олена Миколаївна | Сільський голова, 1975 року народження, освіта незакінчена вища, член Партії регіонів | 31.10.2010   |                 |

Примітка: таблиця складена за даними джерела